# Vaalbeek
Vaalbeek is een deelgemeente van Oud-Heverlee en ligt in de Belgische provincie Vlaams-Brabant. Vaalbeek was een zelfstandige gemeente tot aan de gemeentelijke herindeling van 1977. Het is de kleinste deelgemeente van Oud-Heverlee. De beschermheilige van Vaalbeek is Maria Magdalena. De inwoners van Vaalbeek zijn de Vaalbekenaars en hun dialect is het Vaalbeeks.

## Geografie
Door zijn centrale ligging in Oud-Heverlee, is in Vaalbeek het gemeentehuis van de fusiegemeente te vinden. Daarnaast is er ook een politiekantoor en een kinderdagverblijf. Door het dorp loopt de Vaalbeek die uitmondt in de Zoete Waters.

## Geschiedenis
In de volksmond wordt het centrum van Vaalbeek ook weleens  't Senneke genoemd. Deze naam is wellicht een verwijzing naar de zandgroeves die in de 20e eeuw verdwenen en dus de zanderige bodem van Vaalbeek. Elk jaar wordt er in Vaalbeek een mis gehouden aan de rand van het Heverleebos. Deze openluchtmis wordt Senneke kermis genoemd. Een echte kermis is het niet meer, dat was vroeger wel het geval.

## Bezienswaardigheden
- De eenbeukige Sint-Maria Magdalenakapel heeft een laat-gotisch 16e-eeuws middendeel in breuksteenverband.
- Het halfgesloten U-vormige 'Hof van Groenendaal' dateert uit 1792.
- In het dorpscentrum vindt men een aantal landelijke 18e- en 19e-eeuwse boerderijtjes.
- Het Kasteel van Harcourt

## Natuur en landschap
Vaalbeek ligt op het Brabants Plateau op een hoogte van 48-77 meter.
De deelgemeente ligt tussen twee grote bossen. Ten noorden van het dorp is dat het Heverleebos en in het zuiden het Meerdaalwoud. Tussen deze bossen liggen landbouwgronden. Ten noorden van het dorp ligt in het bos het Monarkengraf en een naastgelegen ringwalheuvel.

## Demografische ontwikkeling
- Bronnen:NIS, Opm:1831 tot en met 1970=volkstellingen; 1976 = inwoneraantal op 31 december

## Franciscanen
In Vaalbeek, in Heverleebos, staat het vroegere klooster en studiehuis van de paters minderbroeders ofwel Franciscanen/Minderbroeders. Het was bedoeld als opleidingshuis voor de franciscanen van de Vlaamse minderbroedersprovincie. Na de aankoop van een stuk grond van 11 ha in Vaalbeek begon men met de bouw van een groot studiehuis. In 1949 werd de kerk ingewijd en alles was klaar in 1953.
In 2012 verlieten de laatste paters het klooster en werd het verkocht aan een projectontwikkelaar.

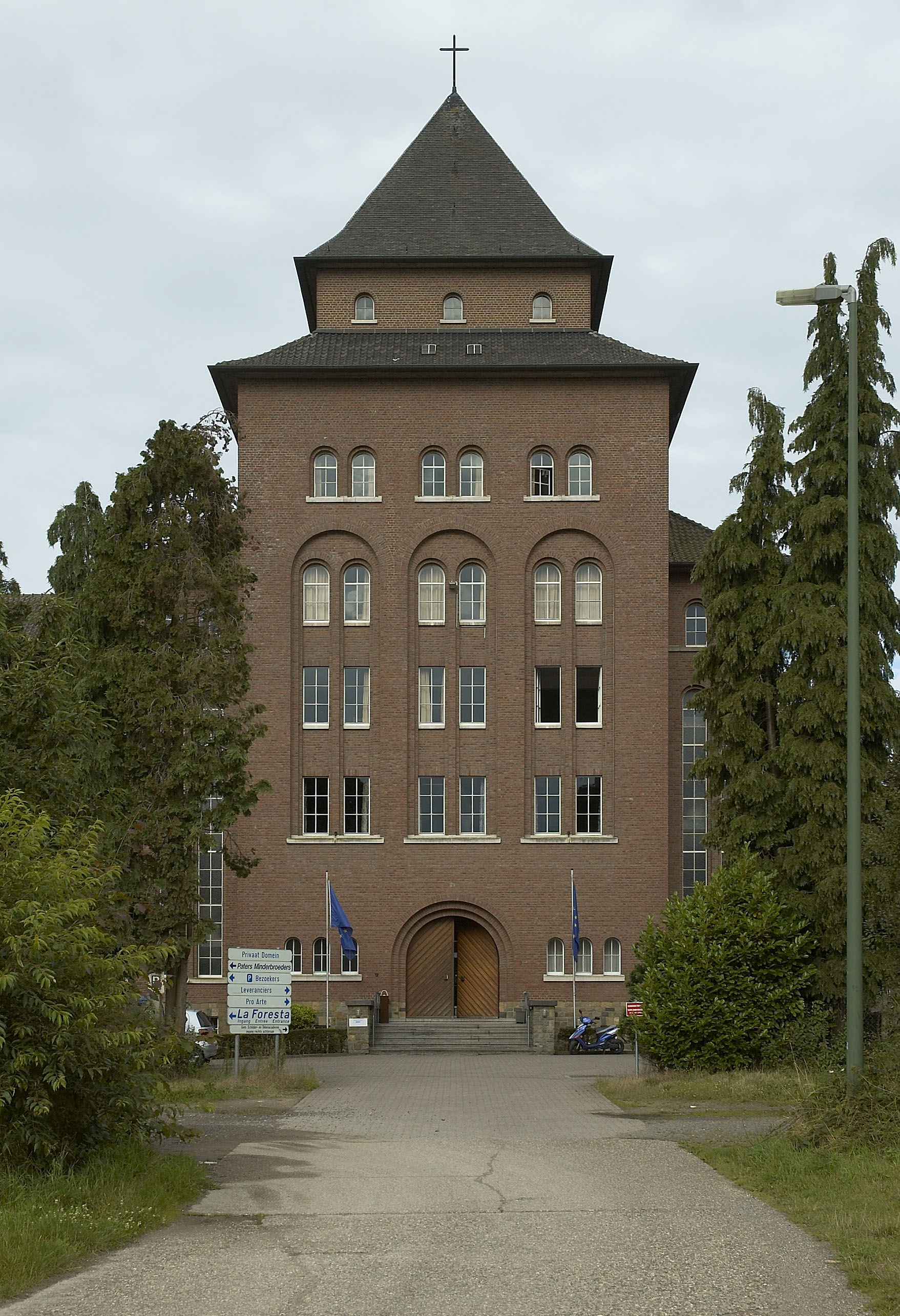
Voormalig klooster en studiehuis van de paters Franciscanen

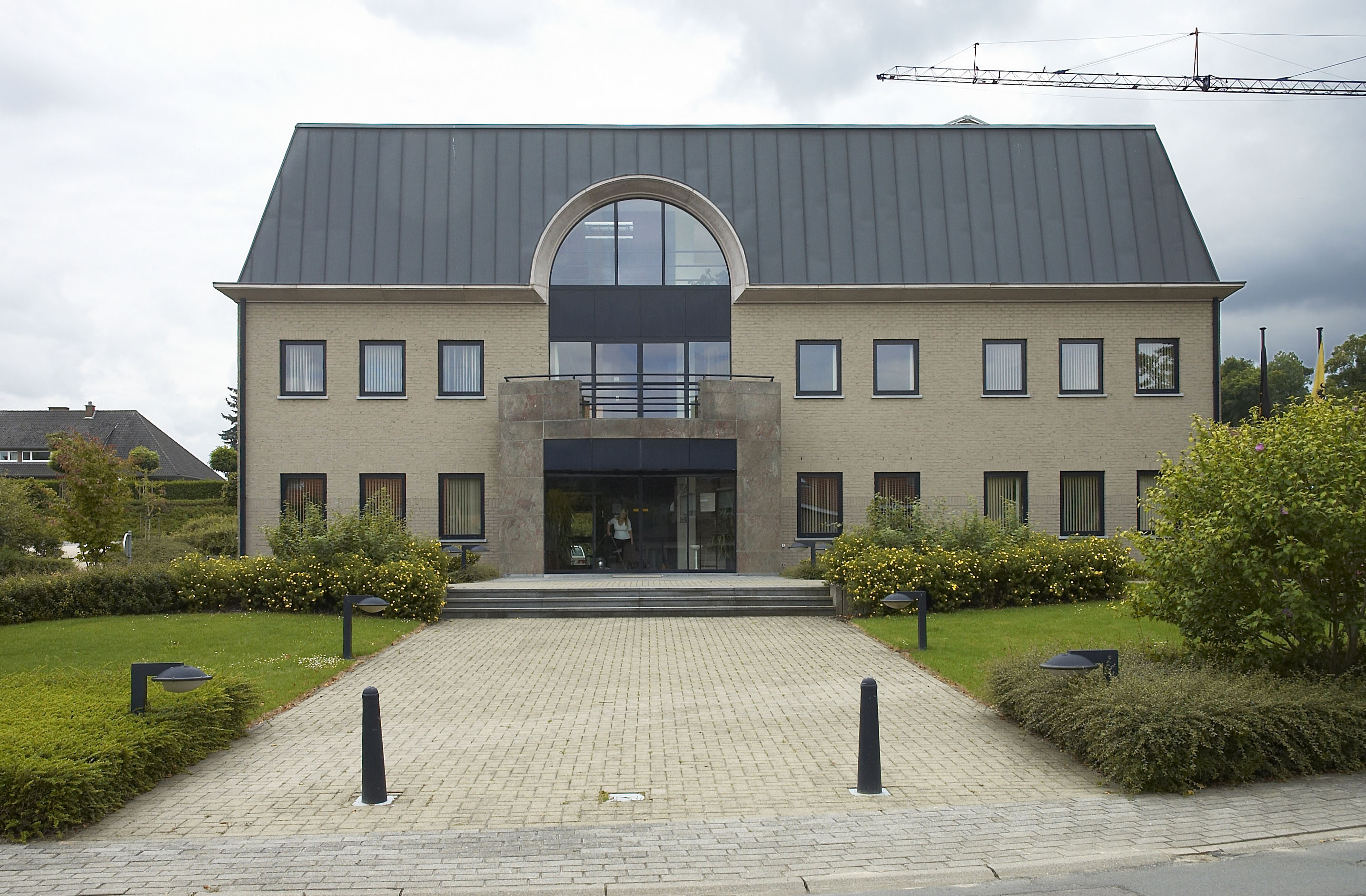
Gemeentehuis

## Nabijgelegen kernen
Hamme-Mille, Blanden, Heverlee, Oud-Heverlee